# Irisbus CityClass
L'Iveco CityClass est un bus urbain, suburbain et périurbain lancé par la division bus d'Iveco en 1997 et renommé Irisbus en 2000. Il est l'équivalent de l'Agora en France. Il succède au bus urbain Iveco 490 TurboCity UR Green puis remplacé par l'Irisbus Citelis.
Comme de coutume chez Iveco, le CityClass est disponible en deux versions : bus urbain série 491 et suburbain série 591 ainsi qu'en plusieurs longueurs : 10,80 mètres, 12 mètres et articulé 18 mètres.

## Historique

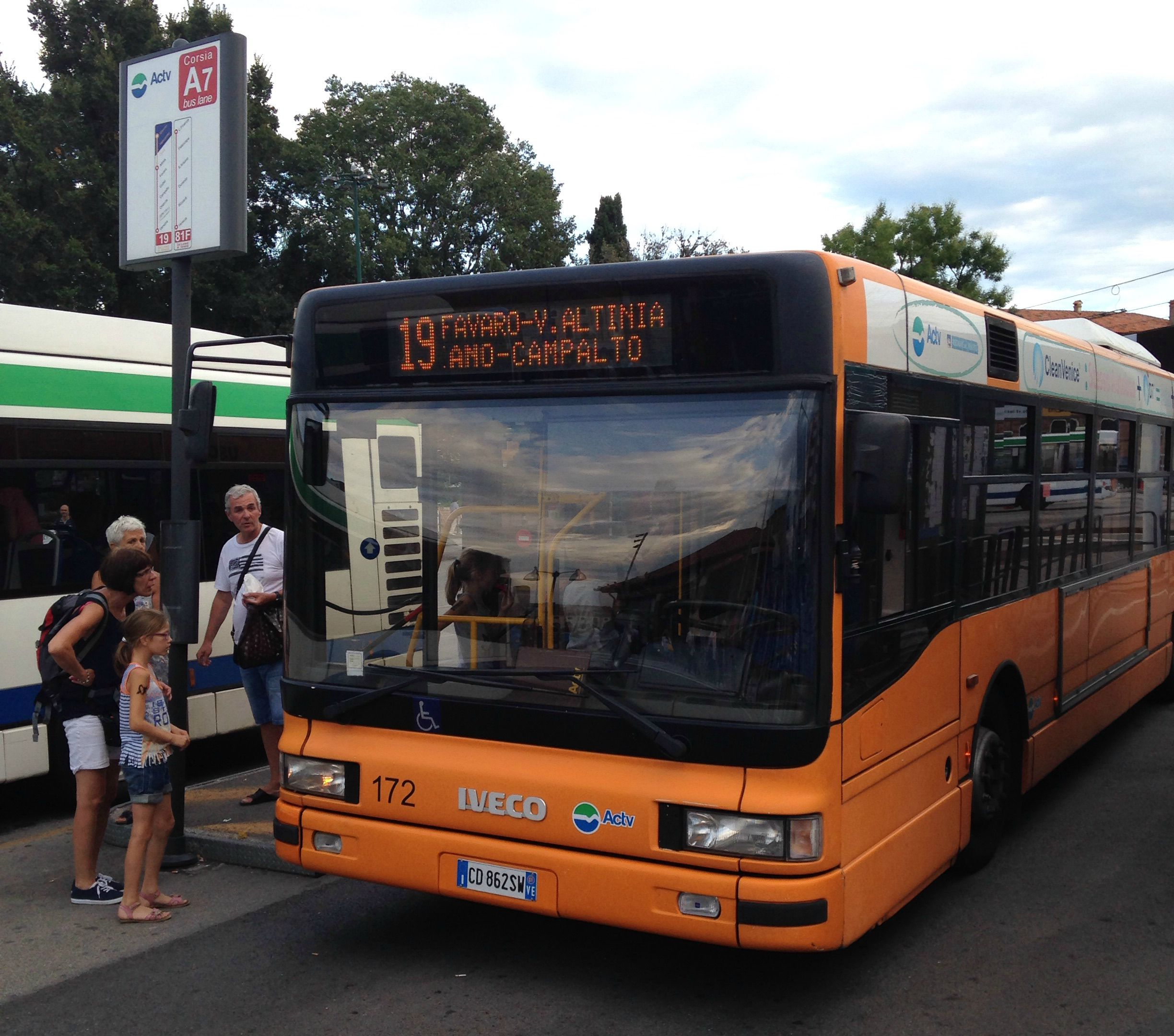
Iveco CityClass

L'Iveco CityClass a été dévoilé aux professionnels et au grand public en 1995 à l'occasion du Salon de Paris. Il a été commercialisé avec le MY 1997. Renommé Irisbus en 2000 lors du regroupement des divisions autobus IVECO-RVI, il restera en production jusqu'en 2008. Au total, 10 000 exemplaires seront fabriqués dont plus de 7 000 en Italie. Le reste sera fabriqué en Espagne et en Chine.

Le projet CityClass a été créé dans les années 1990 par le designer italien Giorgetto Giugiaro,,,,, et a été présenté au public en 1996 pour remplacer l'Iveco Turbocity
En 2001, ALTRA, en collaboration avec Ansaldo Ricerche, Sapio, International Fuel Cells, Exide, T_V et Centro Ricerche Fiat et avec le parrainage du Ministère de l'Environnement italien et piémontais, a développé une version de traction électrique à hydrogène mise en service à Turin pour le compte de GTT, et également utilisée pour les Jeux olympiques d'hiver de 2006. Il s'agissait du premier bus à hydrogène italien.

### Sous la marque Iveco(1997 - 1999)
L'Iveco 491 CityClass a été fabriqué et commercialisé de 1997 à 2000.

### Sous la marque Irisbus(2000 - 2008)
En fin d'année 1999, le logo Iveco sur la calandre du CityClass est remplacé par le dauphin d'Irisbus et le conservera, en Europe, jusqu'en 2008.

### Exploitation
Le modèle CityClass, dont plus de 7 000 exemplaires ont été produits en Italie, est certainement le bus urbain le plus diffusé en Europe. Outre les grandes villes italiennes comme Milan, Rome, Gênes et Turin où sa diffusion est quasi monopolistique, il est en service dans tous les services de transport public (et privés) d'Italie. Le Cityclass a trouvé de larges débouchés également à l'étranger : Suisse, France, Allemagne, Roumanie et surtout Espagne et Grèce. Dans la plupart des villes d'Espagne, le Cityclass, carrossé par les sociétés espagnoles Castrosua, Hispano Carrocera et Noge, est le plus diffusé dans le parc des transports urbains.
Connus pour leur design gris distinctif avec une bande bordeaux et le bourdonnement distinctif de leurs moteurs à essence, ces véhicules ont été les pionniers de la mobilité urbaine durable à Rome et se préparent maintenant à prendre leur retraite après près de deux décennies de service.
Le 27 mars 2024, la Ville de Milan et ATM ont fait don de 37 bus à l'Ukraine. Le groupe ATM, en partenariat avec la Ville de Milan, a lancé une initiative humanitaire pour aider les communautés ukrainiennes. Dans le cadre de cette mission, 37 bus seront offerts à différentes villes ukrainiennes afin de soutenir les transports et la mobilité urbaine dans ce pays déchiré par la guerre.
Début juin 2025, Stefano Lo Russo, maire de Turin et vice-président national de l'ANCI, chargé des politiques européennes et internationales, sera aujourd'hui à Kiev, invité par le gouvernement ukrainien, pour participer à la deuxième journée du troisième Sommet international des villes et régions européennes, intitulé « Unis pour la paix et la sécurité ».
A l'heure où les attaques se poursuivent et où l'espoir d'une reprise rapide des négociations semble s'amenuiser, la présence de Turin au sommet international sera l'occasion de démontrer une fois de plus sa solidarité et son soutien à l'Ukraine, ainsi que son engagement à s'associer aux autres institutions internationales, régionales et municipales présentes pour la reconstruction.
Aujourd'hui, le maire Lo Russo rencontrera le maire de Kharkiv, Ihor Terekhov. Turin lui fournira une douzaine d'autobus Iveco 491, prêts à partir immédiatement pour l'Ukraine. Ces véhicules, mis à disposition par GTT, appartiennent à la flotte des transports publics locaux et ont récemment été retirés du service et remplacés dans le cadre du renouvellement de la flotte. En octobre, dix autobus Iveco Citelis EEV supplémentaires seront ajoutés. Ce nombre pourrait atteindre 50 véhicules supplémentaires d'ici le premier semestre 2026. L'ensemble de la flotte sera équipé de pièces de rechange déjà disponibles pour la maintenance,.
Le 23 juin 2025, l'événement « Last Class Bus », organisé par Odissea Quotidiana en collaboration avec l'ATAC de Rome, a eu lieu pour dire adieu aux bus Irisbus Iveco CityClass Cursor CNG, les premiers bus au gaz naturel entrés en service dans la capitale entre 2006 et 2008,,.
Certaines voitures CityClass roulent en Ukraine, à la fois dans le Dniepr et au Camenca.

En France, les bus CityClass étaient en nombre insuffisant : deux à Chartres, trois à Béthune et trois bus de démonstration. Tous ces véhicules sont désormais retirés du service.

## Générations
- En 2001, le CityClass est doté d'une nouvelle motorisation Iveco nommée Cursor développant 290 chevaux pour les modèles 10 et 12 mètres. Auparavant, ils recevaient des moteurs Fiat V.I. type 8360.46V de 7 685 cm3 développant 220, 250 ou 270 ch, selon la configuration retenue. La version CityClass articulée sera également dotée d'un nouveau moteur Iveco Cursor de 350 ch en remplacement du précédent moteur Fiat de 310 chevaux[16],[6].
- À partir de 2005 le moteur Cursor, dans une version appropriée, équipera également les versions GNV qui développera 270 chevaux.

## Les différentes versions

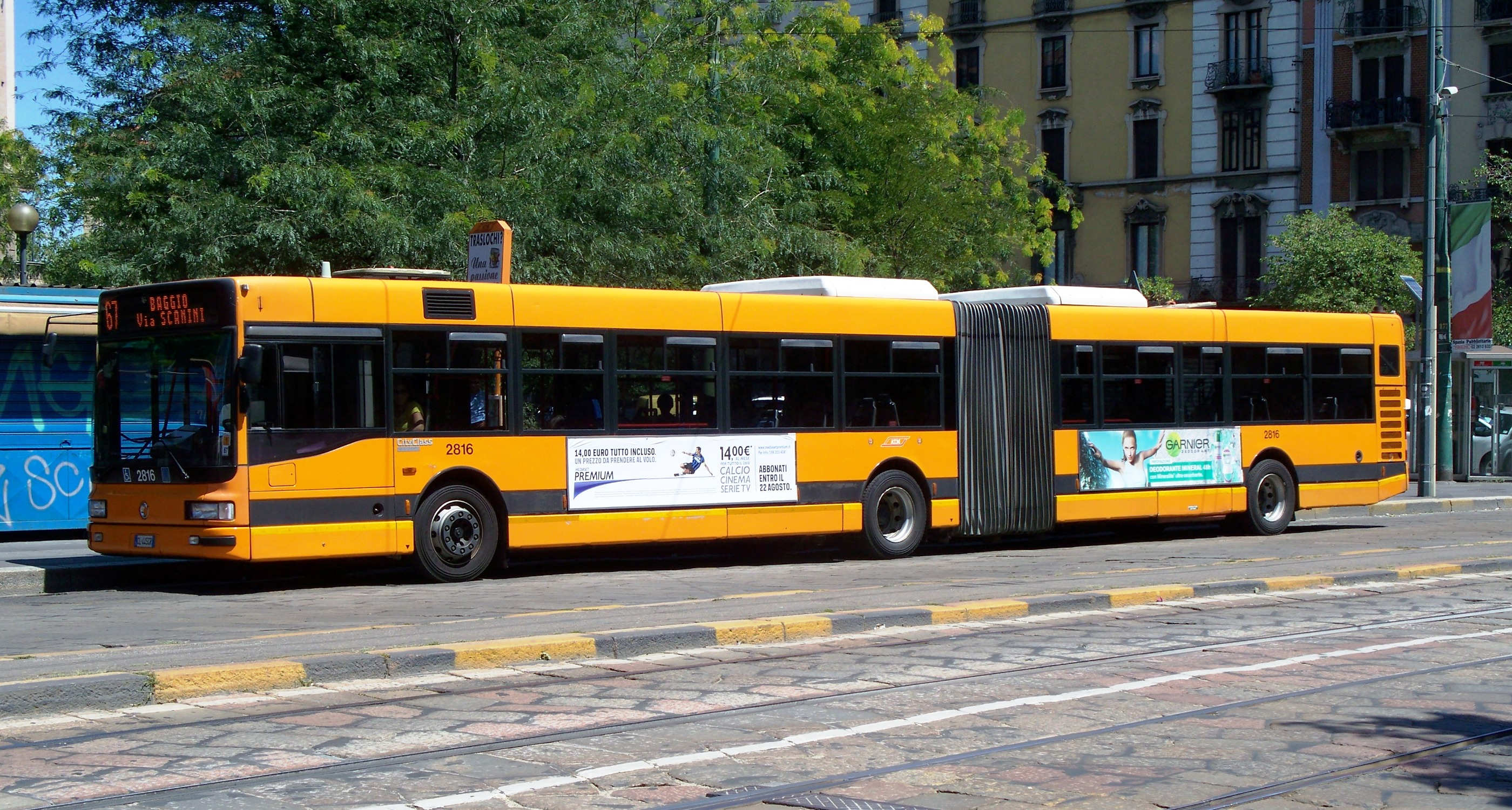
Iveco 491 CityClass Version 18 mètres

### CityClass 491(urbain)
Modèle urbain du CityClass. Existe en version midibus (10,80 m), standard (12 m) et articulé (18 m). Les versions italiennes de 12 mètres avec 4 doubles portes disposent de 108 places : 18 assises et 93 debout et 1 place pour fauteuil handicapé avec rampe sur la 3e porte d'accès. La version GNV dispose de 88 places : 24 assises, 63 debout et 1 PMR. La version française avec uniquement 2 doubles portes offre respectivement 114 et 95 places. La version articulée de 18 mètres dispose de 140 places dont 33 assises, 105 debout et 1 PMR avec rampe sur la 2e porte.

### CityClass 591(suburbain et périurbain)
Modèle suburbain et périurbain du CityClass. Il a plus de places assises que la version urbaine. Il existe également en midibus (10,80 m), standard (12 m) et articulé (18 m). La version de 12 mètres dispose de 96 places : 37 assises, 57 debout et 1 PMR avec rampe d'accès. La version articulée de 18 mètres dispose de 113 places dont 71 assises, 41 debout et 1 PMR.

### Le CityClass espagnol

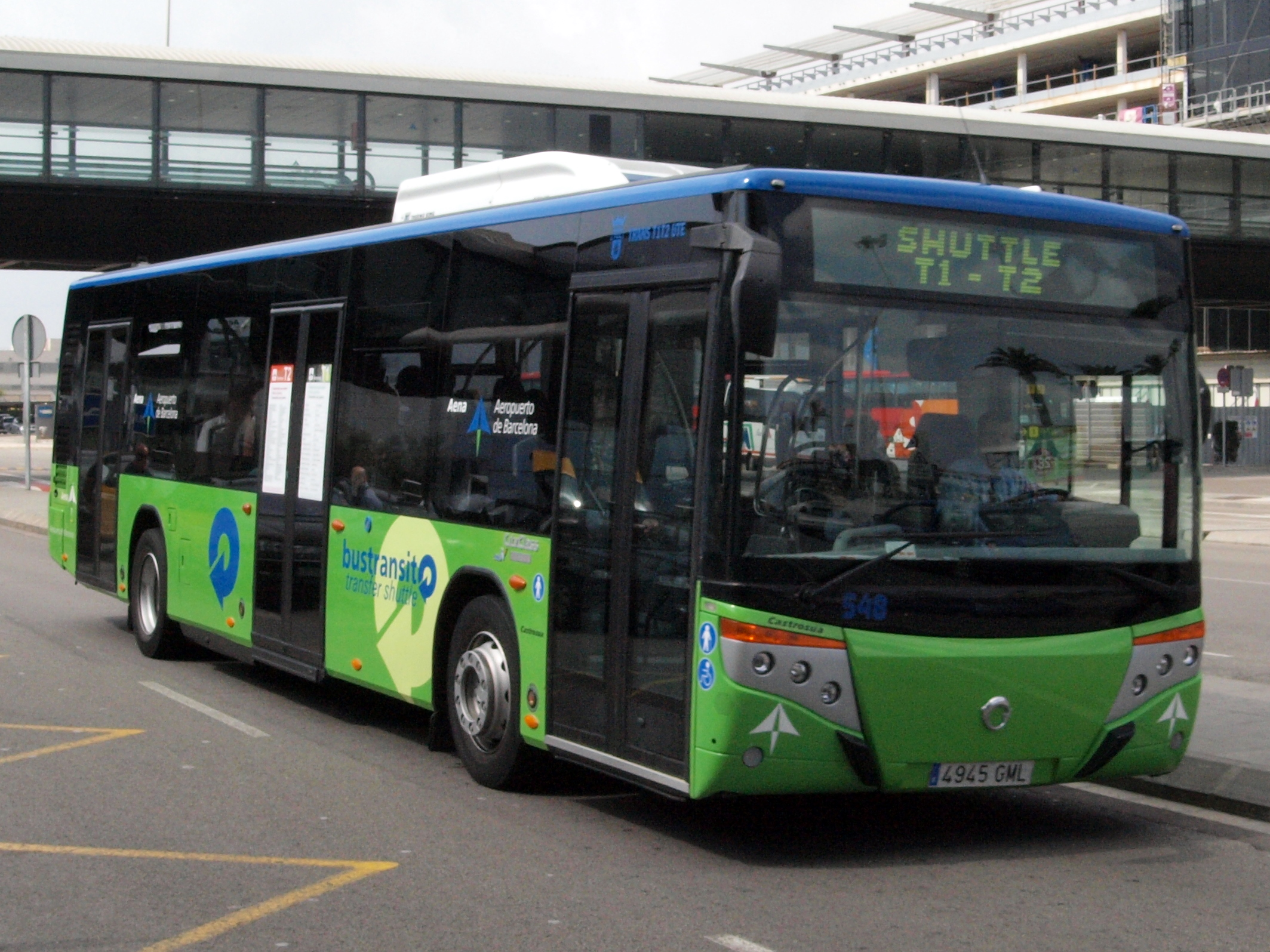
Irisbus CityClass carrozzeria Castrosua

En Espagne, la plupart des voitures cityClass avaient des carrosseries des sociétés de carrosserie Castrosua, Noge et Hispano
Les CityClass 491 et 591 ont été lancées en châssis-carrosserie par Hispano Carrocera en 1996. Le modèle initial (autoporteur ou P.K.D.) utilisé par le carrossier aragonais était très similaire à la carrosserie italienne et a été distribué dans plusieurs villes espagnoles jusqu'en 1999. Cette première version n'a pas rencontré un grand succès et n'a circulé que dans quelques villes espagnoles, principalement à Séville, Mataró, Terrassa et Ceuta. À partir de 2000, ce véhicule a été commercialisé sous le modèle à succès « Habit ». De nombreux exemplaires ont circulé dans les grandes villes espagnoles (comme Saragosse, Madrid, Malaga et Séville).
Plus tard, en 1998, Noge a commercialisé son modèle « Cittour » sur châssis CityClass. Il était largement présent dans de nombreuses villes espagnoles, notamment Barcelone et Madrid.
Carrocera Castrosua (et sa filiale Carsa) a même commercialisé le véhicule en 1998 sous le modèle « CS-40 City », puis en 2004 sous le modèle remanié « City Versus ». Il a circulé dans de nombreuses villes et était l'un des modèles phares de Barcelone, tant en diesel qu'en GNC. Il était également présent dans d'autres villes espagnoles, comme Madrid, Séville, Malaga, Lérida et Valence.
En Espagne, la plupart des CityClass étaient carrossées par des carrossiers tels que Castrosua, Noge et Hispano. Actuellement (2025), elles continuent de circuler dans de nombreuses villes espagnoles. Cependant, depuis 2022, elles ont cessé de circuler à Madrid (version diesel en 2022 et version GNV en 2023). Dans la Communauté de Madrid, aucun véhicule n'est plus en circulation non plus.

À Barcelone, depuis 2022, la plupart de ces véhicules ont également été retirés du service, et très peu de versions GNV sont encore en service. Dans l'agglomération de Barcelone (ATM), certains de ces véhicules continuent de circuler, notamment ceux de sociétés comme Tusgsal et Moventis.

### Le CityClass Écologique: Fuel Cell
Le groupe Fiat, et sa division IVECO ont porté une attention particulière à la protection de l'environnement avec une recherche pointue sur l'abaissement de la consommation, la filtration des gaz d'échappement dont les premiers équipements remontent à 1980. En février 1999, la Ville de Turin lance le projet « autobus à hydrogène ». En novembre de cette même année, le ministère italien de l'Environnement approuve le projet ainsi que l'Association temporaire d'entreprises (ATI) qui était chargée de porter à bien le projet. L'ATI était composée de six sociétés : GTT (ex ATM de Turin - régie municipale des transports urbains de la capitale piémontaise), IVECO (2e constructeur mondial d'autobus), Sapio (un des principaux producteur italien de gaz techniques et pour la médecine), CVA - Compagnia Valdostana delle Acque S.p.A. (producteur d'énergie électrique renouvelable), ENEA - Ente per le Nuove tecnologie, l'Energia e l'Ambiente (Centre public de recherches pour l'innovation et le développement raisonné, Ansaldo Ricerche (département recherches du groupe Ansaldo). Le projet a été financé par le Ministère italien de l'Environnement et le Centro Ricerche Fiat a financé sa mise en œuvre sur un de ses modèles d'autobus.
Avec la création d'Irisbus, en 1999, IVECO a lancé un projet ambitieux sur un bus urbain à hydrogène, système baptisé Fuel Cell. Un prototype a été construit en mis en essai en 2002 sous le code VIN ZGA482.E0E0E0.00001. Les essais, supervisés par le ministère italien des Transports et de l'Environnement ont duré 2 ans. Pendant ce laps de temps, trois autobus CityClass Fuel Cell de 12 mètres ont été fabriqués. Après homologation du prototype en Italie, ces bus ont été livrés aux sociétés de transports urbains de Turin, Barcelone et en Allemagne (Munich ?[réf. souhaitée]) en novembre 2004
Le CityClass turinois a pu être vu en service pendant les Jeux olympiques d'hiver en 2006. Son autonomie était de 12 heures à la vitesse de 60 km/h. Il pouvait accueillir 73 passagers dont 21 assis, 51 debout et 1 PMR fauteuil roulant. Il disposait de 9 bouteilles d'hydrogène pour un total de 1 260 litres à 200 bar.
Un prototype CityClass avec motorisation hybride a aussi été testé avec succès.

## Caractéristiques
L'Iveco CityClass était disponible dans trois longueurs différente (10,8 mètres, 12 mètres ou 18 mètres) et était large de 2,50 mètres. Il pouvait transporter 88 à 108 personnes dans sa version standard ou 140 personnes en version articulée.
Tous les modèles CityClass sont équipés de 2, 3 ou 4 portes latérales, d'un affichage de signalisation du trajet à l'avant et latéral, de l'ABS et ASR, d'une installation stéréo, d'un micro et de la climatisation. L'accès à bord des personnes handicapées est facilité grâce au système d'inclinaison latérale de la caisse, Kneeling. Une rampe est prévue pour les fauteuils roulants.
Alors que ses prédécesseurs, la Turbocity et l'U-Effeuno, étaient principalement conçus pour l'efficacité, la CityClass offrait un niveau de confort et de sécurité accru. Parmi les nouveautés, l'ABS et l'ASR, des équipements qui, aux yeux de nombreux concessionnaires, la faisaient ressembler à une Fiat clairement repensée de son époque.

### Dimensions
|                                    | CityClass 491.10             | CityClass 491.12             | CityClass 491.12 CNG         | CityClass 491.12 Fuel Cell   | CityClass 491.18       | CityClass 491.18 CNG   | CityClass 591.10             | CityClass 591.12 | CityClass 591.18       |               |
| ---------------------------------- | ---------------------------- | ---------------------------- | ---------------------------- | ---------------------------- | ---------------------- | ---------------------- | ---------------------------- | ---------------- | ---------------------- | ------------- |
| Longueur (mm)                      | 10 805                       | 11 995                       | 11 995                       | 11 995                       | 17 960                 | 17 960                 | 10 800                       | 11 995           | 17 960                 |               |
| Largeur (mm)                       | 2 500                        | 2 500                        | 2 500                        | 2 500                        | 2 500                  | 2 500                  | 2 500                        | 2 500            | 2 500                  |               |
| Hauteur (mm)                       | 2 965                        | 2 965                        | 2 965                        | 3 300                        | 2 965                  | 2 965                  | 2 965                        | 2 965            | 2 965                  |               |
| Empattement (mm)                   | 5 150                        | 6 050                        | 6 050                        | 6 050                        | 5 710 + 6 605          | 5 710 + 6 605          | 5 150                        | 6 050            | 5 710 + 6 605          |               |
| Porte-à-faux AV/AR (mm)            | 2 565 / 3 080                | 2 565 / 3 380                | 2 565 / 3 380                | 2 565 / 3 380                | 2 565 / 3 080          | 2 565 / 3 080          | 2 565 / 3 080                | 2 565 / 3 380    | 2 565 / 3 080          | 2 565 / 3 080 |
| Rayon de braquage entre murs (m)   | 7,17                         | 8,74                         | 8,74                         | 8,97                         | 10,28                  | 10,28                  | 7,17                         | 8,74             | 10,28                  |               |
| Masse à vide (kg)                  | 10 600                       | 11 230                       | 12 520                       | 14 000                       | 18 200                 | 19 100                 | 10 650                       | 11 250           | 18 200                 |               |
| P T A C (kg)                       | 17 500                       | 18 990                       | 18 990                       | 27 950                       | 27 950                 | 19 000                 | 18 000                       | 19 000           | 27 950                 |               |
| Capacité assis + debout = maxi (U) | 29 + 66 + 1 PMR = 82         | 19 + 89 + 1 PMR = 109        | 25 + 63 + 1 PMR = 89         | 22 + 50 + 1 PMR = 73         | 33 + 108 + 1 PMR = 142 | 33 + 106 + 1 PMR = 140 | 34 + 48 = 82                 | 42 + 57 = 99     | 34 + 108 + 1 PMR = 143 |               |
| Portes (U) 1 360 mm                | 2 (3 pour le marché italien) | 3 (4 pour le marché italien) | 3 (4 pour le marché italien) | 3 (4 pour le marché italien) | 4                      | 4                      | 2 (3 pour le marché italien) | 2 ou 3           | 3                      |               |
| Hauteur du plancher (mm)           | 305                          | 305                          | 305                          | 305                          | 305                    | 305                    | 305                          | 305              | 305                    |               |

### Mécanique
|                                  | CityClass 491.10                                                       | CityClass 491.12                                                       | CityClass 491.12 CNG                                                   | CityClass 491.12 Fuel Cell                                             | CityClass 491.18                                                       | CityClass 491.18 CNG                                                   | CityClass 591.10                                                       | CityClass 591.12                                                       | CityClass 591.18                                                       |
| -------------------------------- | ---------------------------------------------------------------------- | ---------------------------------------------------------------------- | ---------------------------------------------------------------------- | ---------------------------------------------------------------------- | ---------------------------------------------------------------------- | ---------------------------------------------------------------------- | ---------------------------------------------------------------------- | ---------------------------------------------------------------------- | ---------------------------------------------------------------------- |
| Moteurs Type cylindrée (cm3)     | Diesel FIAT 8360.46V 7 685 puis IVECO Cursor 8 F2B 7 790               | Diesel FIAT 8360.46V 7 685 puis IVECO Cursor 8 F2B 7 790               | GNV FIAT 8469.21S 9 500 puis IVECO Cursor 8 CNG F2BE 7 790             | Hydrogène Ansaldo                                                      | Diesel & GNV IVECO 8469.41S 9 500                                      | Diesel & GNV IVECO 8469.41S 9 500                                      | Diesel et GNV                                                          | Diesel et GNV IVECO Cursor 8 F2B 7 790                                 | * Diesel : IVECO Cursor 8 F2B 7 790 * GNV : IVECO 8469.41S 9 500       |
| Puissance (kW (ch DIN) à tr/min) | 196 (260) à 2 050 puis 213 (290) à 2 050                               | 196 (260) à 2 050 puis 213 (290) à 2 050                               | 177 (240) à 2 100 200 (270) à 2 000                                    | 164 à 1 550                                                            | 228 (310) à 2 000                                                      | 228 (310) à 2 000                                                      |                                                                        | 213 (290) à 2 050                                                      | * Diesel 213 (290) à 2 050 * GNV 228 (310) à 2 000                     |
| Couple (N m à tr/min)            | 1 100 à 1 080-1 800                                                    | 1 100 à 1 080-1 800                                                    | 920 à 1 200 1 100 à 1 100                                              | 1 200 à 600                                                            | 1 200 à 1 200                                                          | 1 200 à 1 200                                                          |                                                                        | * Diesel 1 110 à 1 040 * GNV                                           | * Diesel * GNV 1 200 à 1 200                                           |
| Transmission                     | Propulsion (sur les roues arrière)                                     | Propulsion (sur les roues arrière)                                     | Propulsion (sur les roues arrière)                                     | Propulsion (sur les roues arrière)                                     | Propulsion (sur les roues arrière)                                     | Propulsion (sur les roues arrière)                                     | Propulsion (sur les roues arrière)                                     | Propulsion (sur les roues arrière)                                     | Propulsion (sur les roues arrière)                                     |
| Boites de vitesses               | Automatique ZF 5HP ou VOITH D 854                                      | Automatique ZF 5HP ou VOITH D 854                                      | Automatique ZF 5HP ou VOITH D 854                                      | Automatique ZF 5HP ou VOITH D 854                                      | Automatique ZF 5HP ou VOITH D 854                                      | Automatique ZF 5HP ou VOITH D 854                                      | Automatique ZF 5HP ou VOITH D 854                                      | Automatique ZF 5HP ou VOITH D 854                                      | Automatique ZF 5HP ou VOITH D 854                                      |
| Freins                           | Pneumatique à disques (avant) et (arrière) avec ABS & ASR              | Pneumatique à disques (avant) et (arrière) avec ABS & ASR              | Pneumatique à disques (avant) et (arrière) avec ABS & ASR              | Pneumatique à disques (avant) et (arrière) avec ABS & ASR              | Pneumatique à disques (avant) et (arrière) avec ABS & ASR              | Pneumatique à disques (avant) et (arrière) avec ABS & ASR              | Pneumatique à disques (avant) et (arrière) avec ABS & ASR              | Pneumatique à disques (avant) et (arrière) avec ABS & ASR              | Pneumatique à disques (avant) et (arrière) avec ABS & ASR              |
| Suspensions                      | Coussins pneumatiques ; Amortisseurs hydrauliques et Barres de torsion | Coussins pneumatiques ; Amortisseurs hydrauliques et Barres de torsion | Coussins pneumatiques ; Amortisseurs hydrauliques et Barres de torsion | Coussins pneumatiques ; Amortisseurs hydrauliques et Barres de torsion | Coussins pneumatiques ; Amortisseurs hydrauliques et Barres de torsion | Coussins pneumatiques ; Amortisseurs hydrauliques et Barres de torsion | Coussins pneumatiques ; Amortisseurs hydrauliques et Barres de torsion | Coussins pneumatiques ; Amortisseurs hydrauliques et Barres de torsion | Coussins pneumatiques ; Amortisseurs hydrauliques et Barres de torsion |
| Direction                        | Hydraulique à crémaillère assistée                                     | Hydraulique à crémaillère assistée                                     | Hydraulique à crémaillère assistée                                     | Hydraulique à crémaillère assistée                                     | Hydraulique à crémaillère assistée                                     | Hydraulique à crémaillère assistée                                     | Hydraulique à crémaillère assistée                                     | Hydraulique à crémaillère assistée                                     | Hydraulique à crémaillère assistée                                     |
| Autonomie (km)                   | 600                                                                    | 500 puis 600                                                           | 950                                                                    | 200                                                                    | 500                                                                    | 880                                                                    |                                                                        | 600                                                                    | 500 / 850                                                              |

## Galerie photos

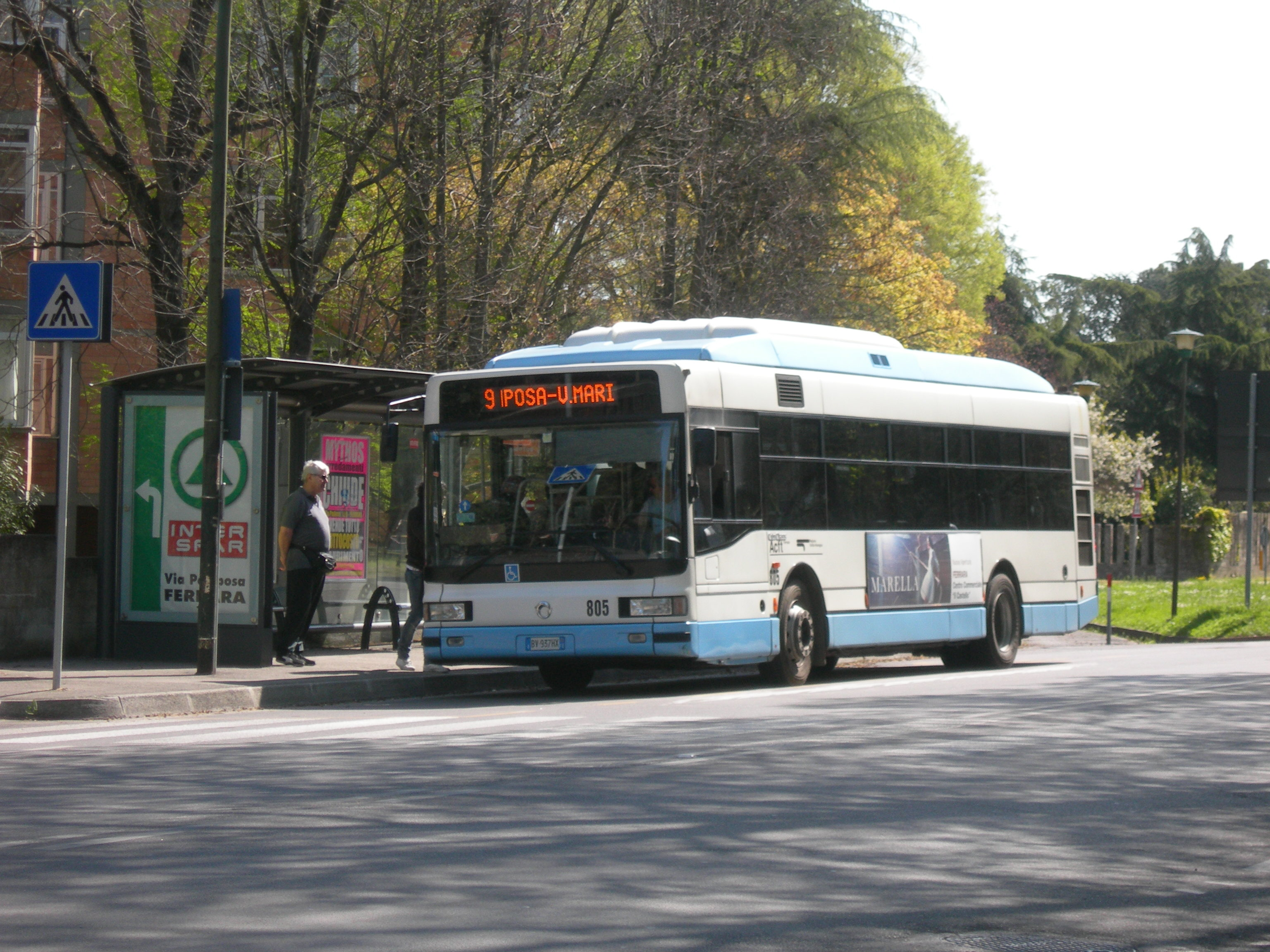
Irisbus CityClass GNV
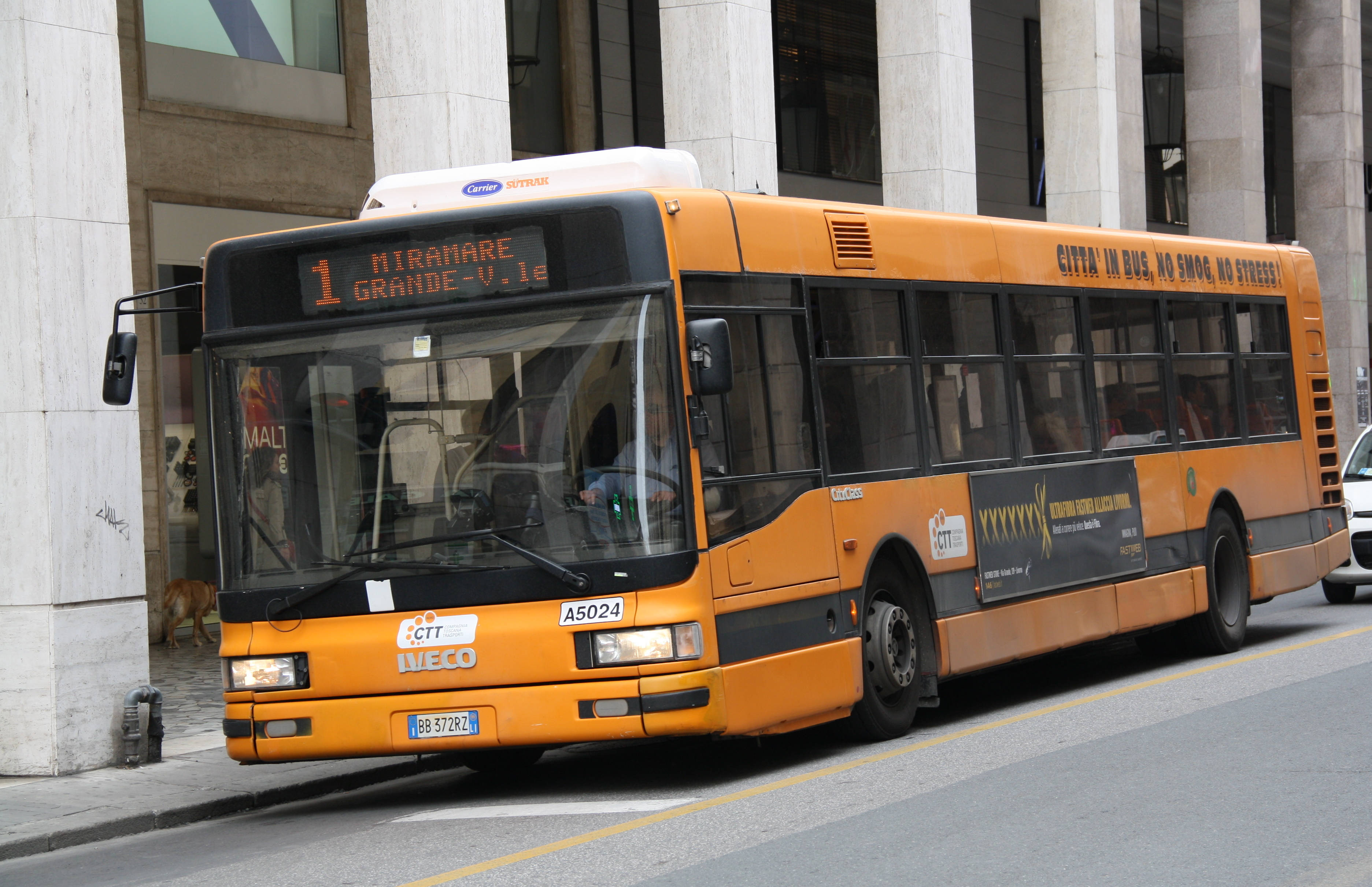
Iveco CityClass diesel
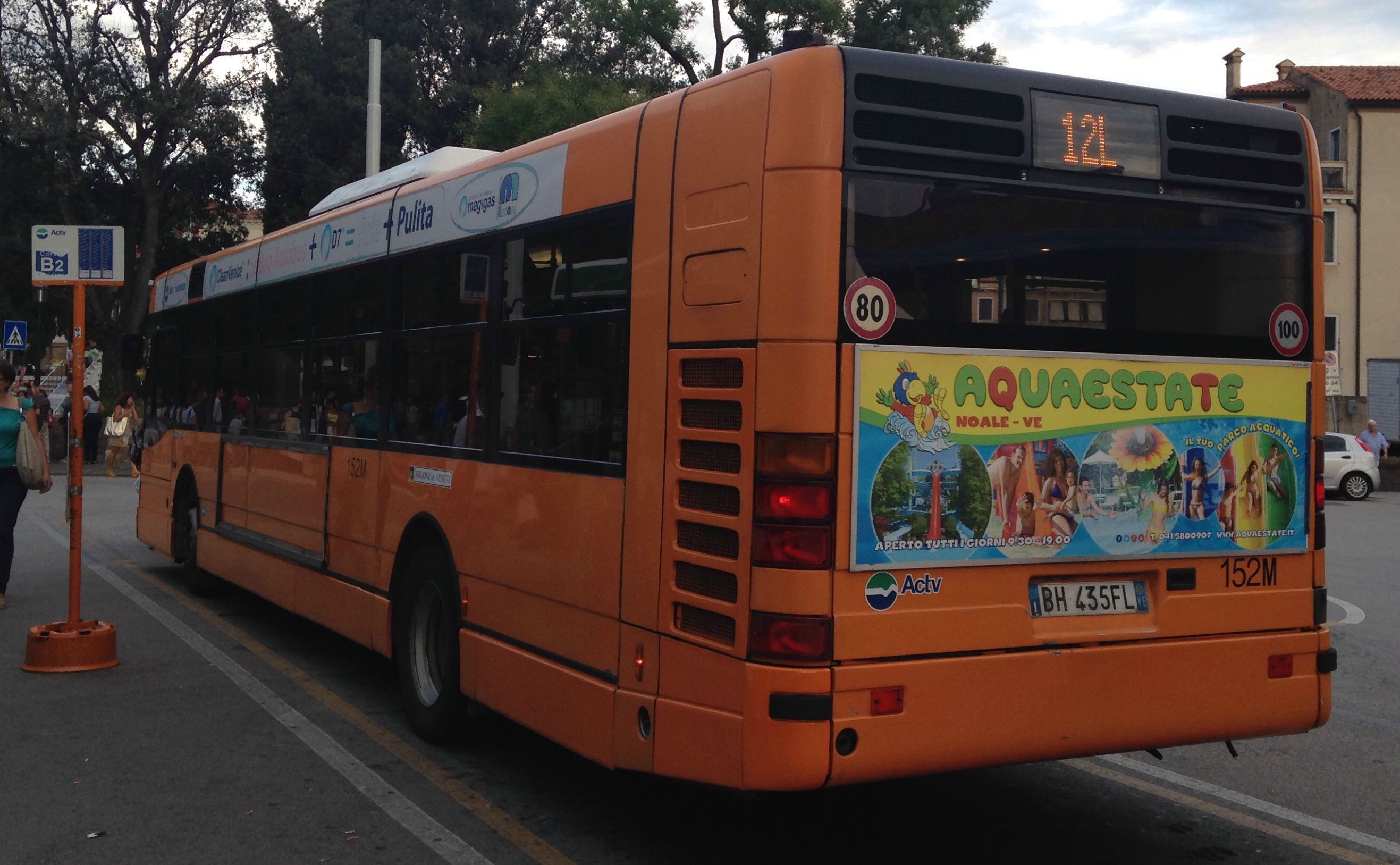
Vue arrière
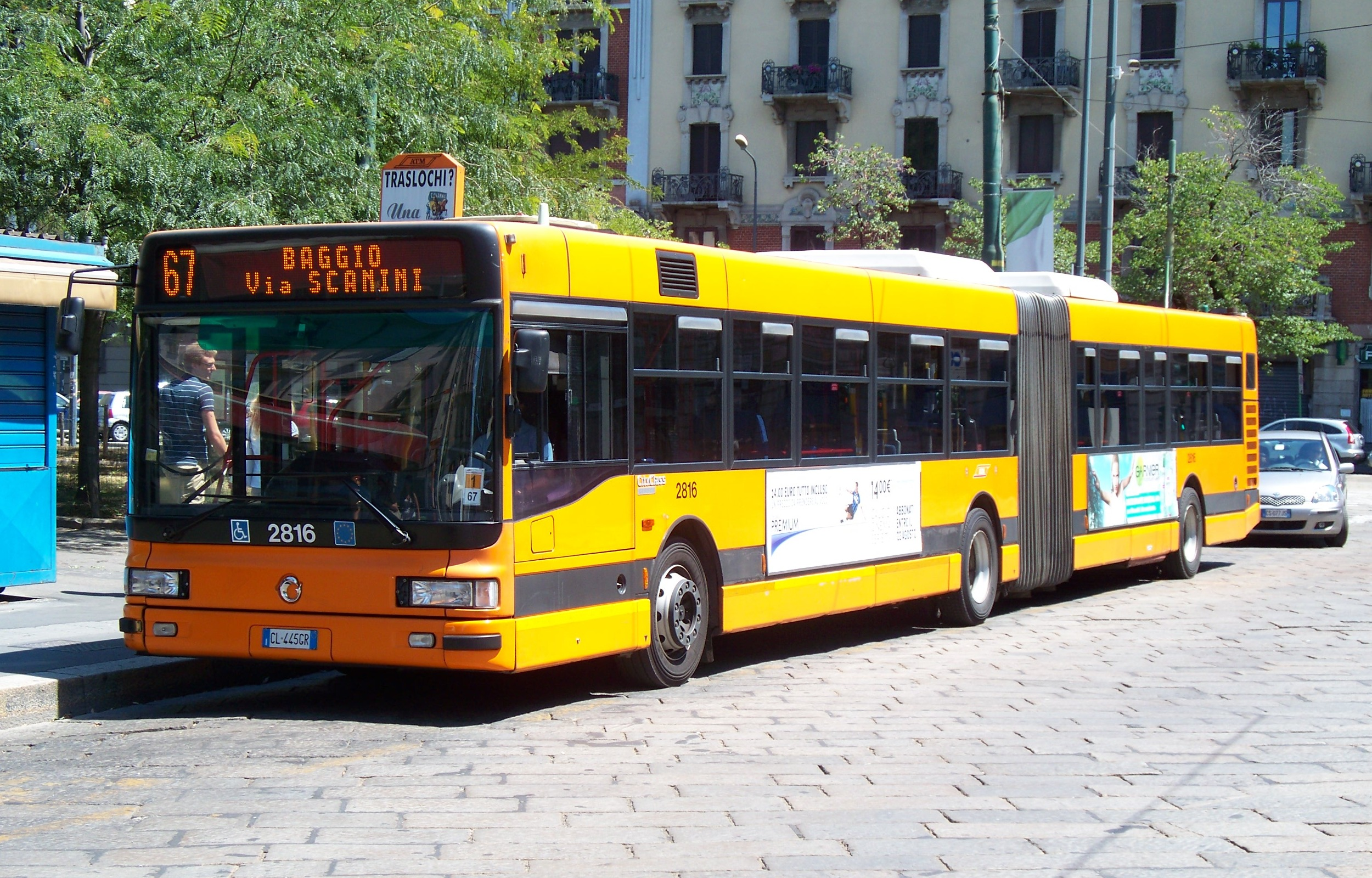
Irisbus CityClass articulé
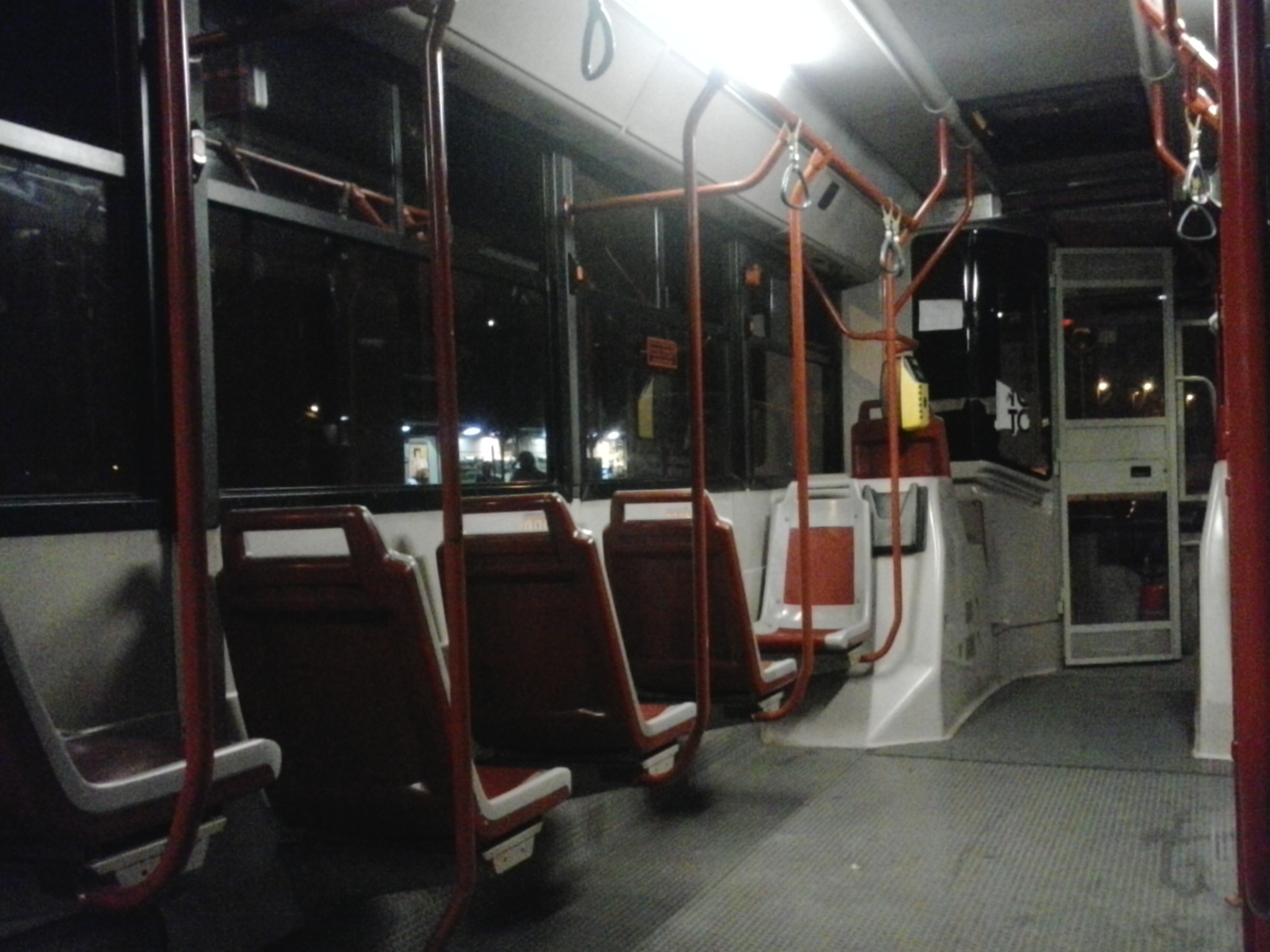
Vue intérieur d'un CityClass 491.12
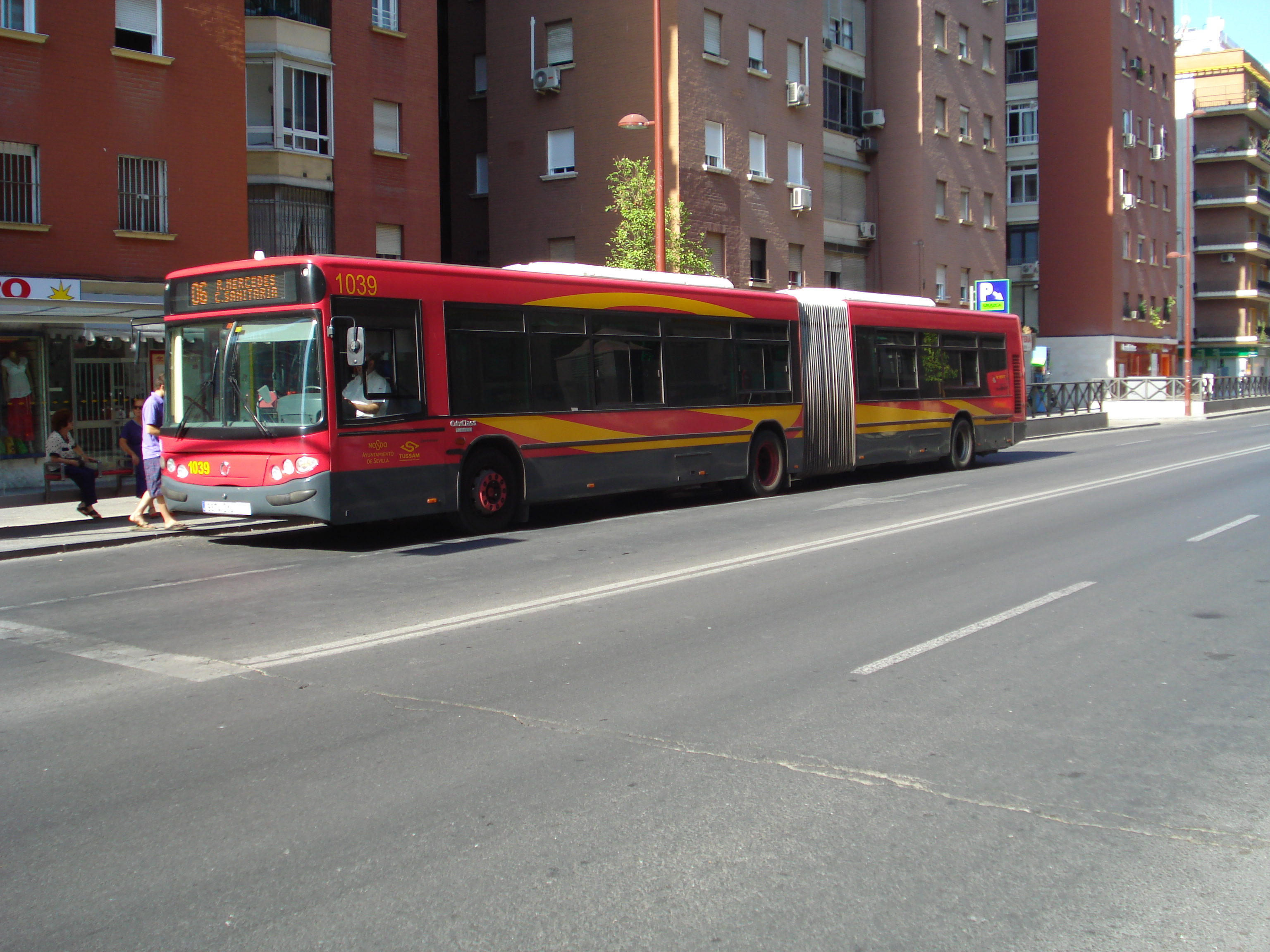
CityClass espagnol Phase I articulé (18 m)
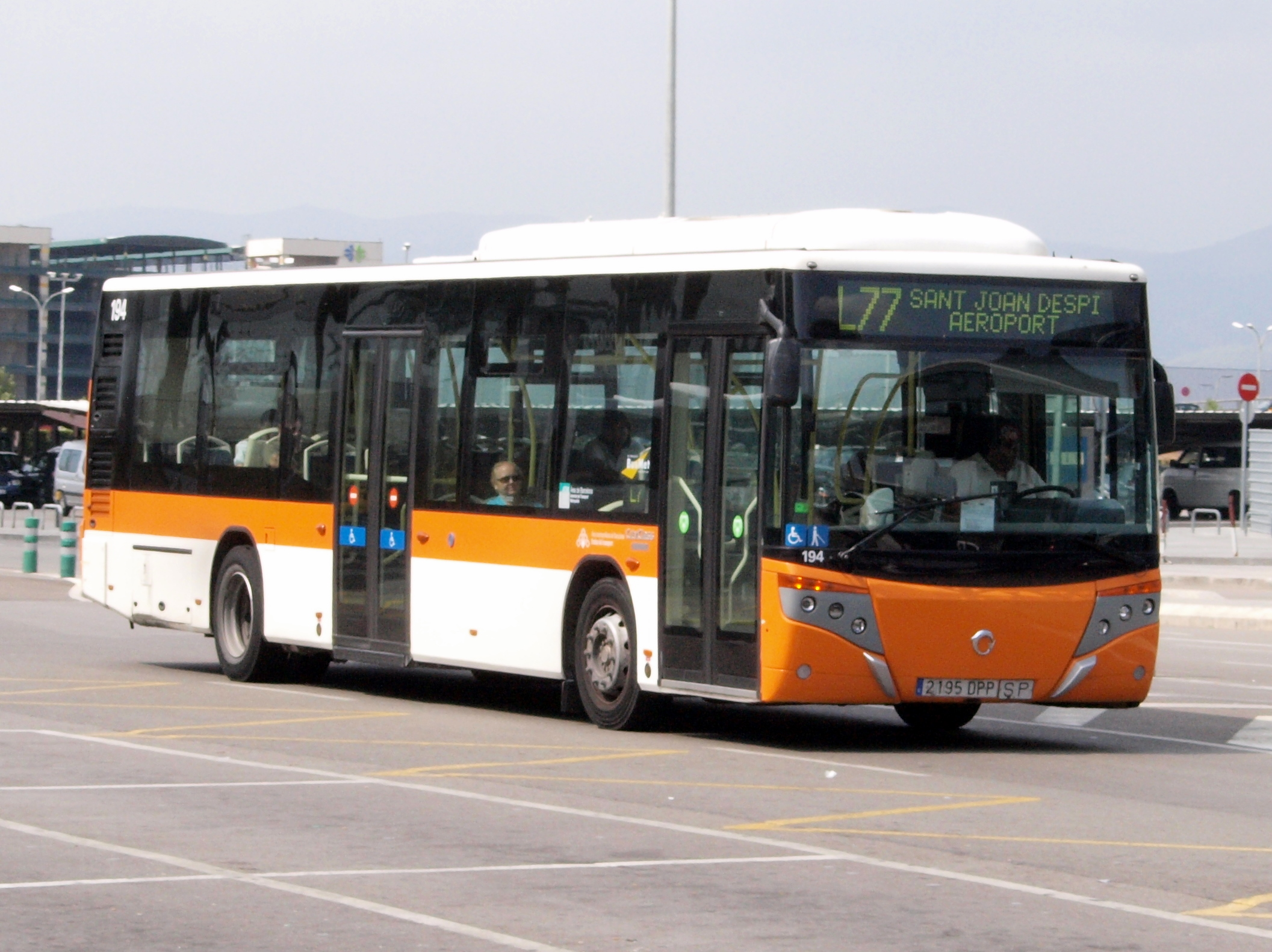
CityClass espagnol Phase II standard (12 m)